# Степнянский сельский совет (Днепровский район)
Степнянский сельский совет (укр. Степнянська сільська рада) — входит в состав
Днепровского района
Днепропетровской области
Украины.
Административный центр сельского совета находится в
с. Степовое.

## Населённые пункты совета
- с. Степовое